# Mozzarella

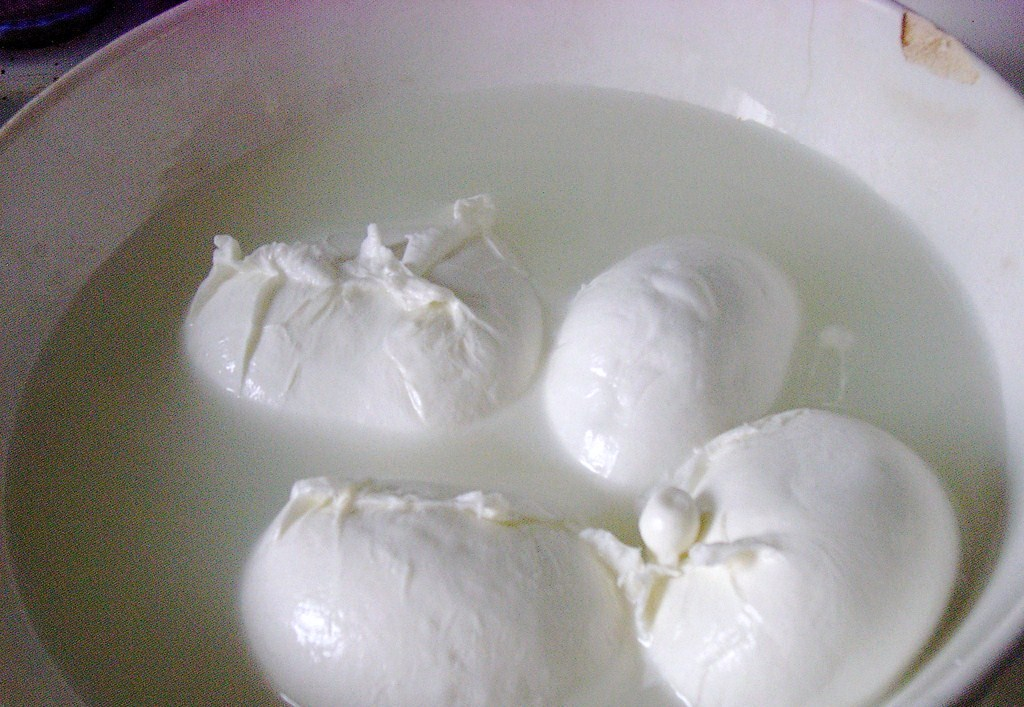
Mozzarella na přípravu

Mozzarella je měkký sýr z italské Kampánie.
Mozzarella má tvar oválu a uskladňuje se v miskách nebo pevně uzavřených obalech obsahujících syrovátku. Má sněhobílou barvu a velmi tenkou lesklou kůru. Struktura mladého sýra je poměrně pružná a poddajná, dá se celkem lehce krájet. Jak sýr zraje, stává se měkčím a zintenzivňuje se jeho chuť.
Ve větším množství, zejména pro gastronomické účely, se tvaruje do kvádrů, chuťově se nikterak neodlišuje. Je ideální na smažení v tzv. trojobalu. Její chuť je výraznější než klasický Eidam.
Název souvisí se slovem mozzare – odříznout, protože je formován nožem.
Mozzarella je sýr vyrobený z takzvaného točeného tvarohu. Aby se mléko srazilo, přidává se do něj iniciační kultura a syřidlo. Tvaroh se nakrájí na velmi malé kousky a nechá se usadit. Potom se vytáhne ze syrovátky a míchá se ve vařící vodě, dokud se z něho nevytvoří hladká a lesklá masa. Z ní se odkrajují malé kousky, formují se do oválů a namáčejí do slaného roztoku. Originální mozzarella se vyrábí z buvolího mléka.
V obchodech je dnes k dostání „Mozzarella di Bufalla Campana“ D.O.C z buvolího mléka a mozzarella z kravského mléka správně nazývaná „Fior di latte“ (neboli „mléčný květ“) i mozzarella smíchaná z obou typu mléka. Prodává se také mozzarella uzená „affumicata“ (affumicato = uzený), zvaná Provola, s nazlátle hnědou barvou, výraznější chutí, která je tradičně uzená nad ohněm z místních druhů dřev.
Mozzarella se vyrábí v různých tvarech a velikostech. Její formy zahrnují kromě klasické koule také „ciliegine“ (třešničky), „nodini“ (uzlíky) a desítky dalších různých tvarů.
Někdy si lze mozzarellu na první pohled splést s jiným italským sýrem – burratou. Je to proto, že v první fázi se vyrábí stejným způsobem. Tvar burraty připomíná malý pytlíček, který má stejnou konzistenci jako mozzarella, uvnitř se ale ukrývá polotekutý vnitřek. Používá se zejména ve studené kuchyni, pokud se přidává do teplých pokrmů, tak až na závěr těsně před jejich podáváním. Burrata se zrodila v polovině 20. století v Apulii.
Mozzarella se nejčastěji přidává na pizzu, těstoviny, maso, do salátů, ale i jinam. Nejznámějším předkrmem je salát Caprese. Tento typicky letní salát je jedním z nejsnadnějších salátů, jaké může italská kuchyně nabídnout. Na talíř se střídavě pokládají plátky rajčat a mozzarelly, dále se posype lístečky čerstvě utržené bazalky, osolí a opepří a bezprostředně před podáváním se vše zalije panenským olivovým olejem.
Originální mozzarellu z mléka buvolů chovaných v Kampánii vyrábí mimo Itálii údajně pouze šest sýrařů. Sídlí v Londýně, New Yorku, Miami, Sydney, Dubaji a v Praze.